# Condado de Perkins (Dakota do Sul)
O Condado de Perkins é um dos 66 condados do Estado americano da Dakota do Sul. A sede do condado é Bison, e sua maior cidade é Bison. O condado tem uma área de 7487 km² (dos quais 49 km² estão cobertos por água), uma população de 3363 habitantes, e uma densidade populacional de 0,5 hab/km² (segundo o censo nacional de 2000).